# Arie van der Veer
Arie van der Veer (Vlaardingen, 30 de enero de 1942-Zwolle, 14 de septiembre de 2024) fue un teólogo y ministro evangélico neerlandés que predicó por varios años para la Evangelische Omroep. 

## Biografía
El 24 de agosto de 2008 fue nombrado Caballero de la Orden Orange-Nassau.  Fue diagnosticado con cáncer de próstata por primera vez en 2008, motivo por el cual junto a la filántropa Rita Renema-Mentink inauguró la fundación Si el Cáncer te pega.
En junio de 2015, Peter, su hijo mayor, que como su padre, fue pastor de Iglesia Cristiana Reformada de Zwolle, murió repentinamente tras un infarto fulminante.
Arie van der Veer falleció el 14 de septiembre de 2024 en Zwolle, tras haber luchado por varios años contra el cáncer de próstata metastásico. Tenía 82 años de edad.

## Programas
Van der Veer presentó varios programas, entre los más destacados y en los que fue figura protagónica:
- Nederland Zingt (en Helpt)
- Nederland zingt op zondag
- Goud, Wierook en Mirre
- De Kapel

También presentó un segmento devocional bíblico por radio todos los sábados a las 11:00 de la mañana. Fue escuchado de 2015 a 2021 en el programa De Muzikale Fruitmand de Radio 5, bajo el título «La Biblia abierta» y posteriormente bajo el título «Nietalleen.nl».